# Martin Repka
Martin Repka (ur. 16 listopada 1975 we Frankfurcie nad Menem) – słowacki reżyser i scenarzysta. Jest autorem i reżyserem odnoszących międzynarodowe sukcesy filmów krótkometrażowych, takich jak Plávanie (Pływanie), Posledná večera (Ostatnia wieczerza) czy Zlodeji (Złodzieje). Jego pełnometrażowy debiut fabularny Návrat bocianov (Powrót bocianów) został nominowany do Oscara. Poza twórczością artystyczną zajmuje się również reżyserią telewizyjną i reklamą, pracuje jako producent, kierownik produkcji, edytor scenariuszy. Był członkiem głównego jury na Art Film Fest.

## Życiorys
Martin Repka urodził się 16 listopada 1975 roku we Frankfurcie w Niemczech. Jest synem poety Petra Repki, który w 1963 roku wraz z Ivanem Štrpko i Ivanem Laučíkiem założył grupę poetycką Osamelí bežci. Peter Repka w 1972 roku wziął ślub z Niemką Angelą (pisarką i tłumaczką), dzięki czemu mógł opuścić Czechosłowację i osiedlić się w Niemczech. Rodzina regularnie odwiedzała Słowację, dzięki czemu Martin Repka jednocześnie poznawał kulturę słowacką i niemiecką, co miało silny wpływ na jego późniejszą twórczość. Pierwsze próby kręcenia własnych filmów miał w wieku 7 lat. W wieku jedenastu lat zasiadł w jury festiwalu filmów dla dzieci we Frankfurcie nad Menem. Oprócz jury dziecięcego zasiadało także drugie, złożone z profesjonalnych filmowców. Podczas tego festiwalu miał okazję zobaczyć filmy z różnych stron świata. Po ukończeniu Wyższej Szkoły Sztuk Scenicznych w Bratysławie przez pewien czas żył na Słowacji, później wraz z żoną Eleną i dwójką dzieci zamieszkał w Wiedniu.
Artysta inspirował się dziełami twórców wschodnioeuropejskich – polskich filmowców takich jak Kieślowski, Wajda, czy z Czechosłowacji – Formana, Hanáka, Havetty i innych. Podobała mu się również koncepcja wschodnioeuropejskich szkół filmowych, ponieważ podzielona jest ona od początku na zawody: reżyseria, kamera, produkcja, montaż. W krajach niemieckojęzycznych studenci wybierają specjalizację pod koniec edukacji. Martin Repka od początku chciał studiować reżyserię, więc zdecydował się na wschodnioeuropejską koncepcję szkoły filmowej Wyższej Szkoły Sztuk Scenicznych w Bratysławie. Reżyser pragnął zamieszkać na Słowacji, aby mógł dalej poznawać kraj ojca.
Podczas studiowania w Bratysławie zrealizował dwa filmy krótkometrażowe. Historia filmu Plávanie (Pływanie) z roku 1997 przedstawia stary opuszczony basen, w którym mieszkają jedynie duchy. W kolejnym filmie, który nakręcił w czasach studenckich, Posledná večera (Ostatnia wieczerza) grają słowaccy aktorzy Csongor Kassai i Marián Labuda st. Oba jego filmy krótkometrażowe były prezentowane na Festiwalu Filmowym w Cannes. W 1999 roku współreżyserował krótkometrażowy film początkujących filmowców Šesť statočných (Sześcioro wspaniałych) – opowiadanie Zlodeji (Złodzieje). Film przedstawia historię mężczyzny, który obserwuje osiedlową rzeczywistość z wnętrza swojego mieszkania.

## Filmy
Charakterystyczną cechą twórczości Martina Repki jest poruszanie tematów i motywów związanych z wielokulturowością. Dzięki temu, że artysta wychowywał się w Zachodnich Niemczech i regularnie odwiedzał Słowację, już w młodym wieku profilowała się wrażliwość na różne kultury. Pomimo tego w filmach konfrontuje starą, wiejską kulturę i jej wartości z wartościami nowej, miejskiej społeczności.
Návrat bocianov (Powrót bocianów)
Jego pełnometrażowy debiut fabularny Návrat bocianov (Powrót bocianów) powstał w 2007 roku. Reżyser od najmłodszych lat pasjonował się poznawaniem innych kultur, uważał, że w sztuce nie powinno być granic. Z tego powodu zdecydował się nakręcić wielokulturowy film o młodej Niemce Wandzie, która po odejściu z pracy postanawia odwiedzić swoją babcię we wschodniej Słowacji.
Film przeznaczony jest dla osób, które podobnie jak główna bohaterka odczuwają niepewność, szukają wartości i własnego domu. Publiczność mogą stanowić zarówno starsi, jak i młodsi widzowie, ponieważ niesie ze sobą dialog pokoleniowy. Ucieczka Wandy do wioski Runina, gdzie mieszka jej babcia, wciąga ją w przygodę prowadzącą do obrotu ludzkimi losami. Celem jest stworzenie obrazu międzykulturowego dialogu w regionie, gdzie na pierwszy rzut oka wydaje się on marginalny, ale tutaj rozwiązywane są problemy dotyczące całej Europy. Zaletą filmu jest konfrontacja niemiecko-słowackiej historii i teraźniejszości, a także to, że w roku 2007 otworzył się on na kwestię uchodźstwa. Minusem filmu, pomimo jego wielokulturowości, jest pewna prymitywność w przedstawianiu różnych kultur za pomocą utrwalonych stereotypów.
Skrývačky (Hide and seek)
Jego kolejnym filmem jest film telewizyjny Skrývačky (Hide and seek) z 2008 roku. Film opowiada historię o miłości i odnajdywaniu właściwej drogi w życiu. Do wiejskiego domu po śmierci swojej matki, powracają dwie córki, Wilma i Hela. Różnica pokoleniowa między siostrami znajduje odzwierciedlenie w odmiennym postrzeganiu środowiska, w którym ich matka spędziła całe swoje życie. Stopniowo odkrywają przeszłość matki, ważne miejsca i ludzi. Główne bohaterki zagrały Zuzana Maurery i Ivana Stejskalová
Tanec tigra (Taniec tygrysa)
Martin Repka jest również reżyserem i scenarzystą krótkiego, kilkunastominutowego filmu z 2013 roku. Tygrysi tancerz Kader (Palani) przybywa na casting do tamilskiego reżysera filmowego Sharmy (Nasser), którego dni świetności są już dawno za nim. Reżyser odrzuca go i ośmiesza mimo jego niezwykłego talentu. Kiedy zdaje sobie sprawę, że zmarnował niezwykłą okazję, jest już za późno i nie może ponownie odnaleźć tancerza. Sharma traci wyjątkową okazję do powrotu przez swoje aroganckie zachowanie wobec tancerza. „Taniec tygrysa” jest hołdem złożonym południowoindyjskiemu „Kollywood” i jednocześnie odzwierciedleniem słowackich realiów. Wskazuje na konieczność otwarcia się na nowe możliwości i wykorzystanie ich. Autor filmu zwraca też uwagę na fakt, że ludzie nie doceniają wystarczająco swojej kultury, tradycji oraz wartości, którymi powinni się kierować w życiu.
Film otrzymał nominację do nagrody Słońce w Sieci.

## Filmografia
- 2019 Osamelí bežci: Ideme ďalej! / Lonely Runners: Moving On! (Samotni biegacze: Idziemy dalej)
- 2013 Tanec tigra / Tiger Fight (Taniec tygrysa)
- 2008 Skrývačky / Hide and Seek
- 2006 Thirst / Smäd
- 2007 Návrat bocianov / Return of the Storks (Powrót bocianów)
- 2000 Posledná večera / The Last Supper (Ostatnia wieczerza)
- 1997 Plávanie / Swimming (Pływanie)
- 1991 Zlodeji / Thieves (Złodzieje)

Źródło: Warszawski Festiwal Filmowy.